# ジャン＝マテオ・バホヤ
ジャン＝マテオ・バホヤ・ニゴース（Jean-Mattéo Bahoya Négoce, 2005年5月7日 - ）は、フランスのモンフェルメイユ出身のプロサッカー選手。ブンデスリーガのアイントラハト・フランクフルト所属。ポジションはミッドフィールダー。

## 経歴

### アンジェ
2014年からアンジェSCOのユースアカデミーに加入し、2022年に最初のプロ契約を結んだ。
2023年1月6日のRCストラスブール戦でトップチームの公式戦に初出場した。

### アイントラハト・フランクフルト
2024年1月25日にブンデスリーガのアイントラハト・フランクフルトへ完全移籍し、5年半の契約を結んだ。
2024-25シーズン、2025年3月16日のVfLボーフム戦でブンデスリーガ史上最速となる37.16km/hのトップスピードを記録した。

## 代表歴
2022年から世代別のフランス代表に選出されている。